# كلية الكاملين الأهلية
تأسست كلية الكاملين الأهلية منذ 15/3/2005 و قد أصبحت إحدي مؤسسات التعليم العالي و البحث العلمي بعد أن إجتازت متطلبات التعليم العالي لقيام الكلياتو لقد وقفت اللجان الفنيه المنبثقة من الأدراره العامه للتعليم العالي والأهلي و الاجنبي علي بنية الكلية والمناهج و الأساتذة.

### أهداف الكلية
- تبنى برامج أكاديمية متميزة وتطويرها بصورة دائمة[1]
- رفع مستوى التعليم والتعلم لطلاب الكلية
- استقطاب أعضاء هيئة تدريس متميزين في مختلف التخصصات
- توفير مناخ علمي مناسب لأعضاء هيئة التدريس وطلاب الكلية
- النشاط الطلابي مجالاً لتعبير الطلاب عن ميولهم

## البرامج التي تحتويها الكلية
- بكلاريوس العلوم الإدارية.[1]
- بكلاريوس المحاسبة.
- بكلاريوس إدارة الأعمال.
- بكلاريوس الإقتصاد.
- بكلاريوس شرف علوم المختبرات الطبيه